# Gonarthrus nivalis
Gonarthrus nivalis är en tvåvingeart som först beskrevs av Hesse 1938.  Gonarthrus nivalis ingår i släktet Gonarthrus och familjen svävflugor. Inga underarter finns listade i Catalogue of Life.